# Helicochetus rarus
Helicochetus rarus är en mångfotingart som beskrevs av Kraus 1958. Helicochetus rarus ingår i släktet Helicochetus och familjen Odontopygidae. Inga underarter finns listade i Catalogue of Life.